# Acianthera sandaliorum
Acianthera sandaliorum là một loài thực vật có hoa trong họ Lan. Loài này được (G.A.Romero & Carnevali) Luer mô tả khoa học đầu tiên năm 2004.